# Dalneje (Kaliningrad, Prawdinsk)
Dalneje (russisch Дальнее, deutsch Wommen) ist ein Ort in der russischen Oblast Kaliningrad (Gebiet Königsberg (Preußen)). Er liegt im Rajon Prawdinsk (Kreis Friedland (Ostpr.)) und gehört zur Prawdinskoje gorodskoje posselenije (Stadtgemeinde Prawdinsk (Friedland)).

## Geographische Lage
Dalneje liegt sieben Kilometer nordöstlich der heutigen Rajonshauptstadt und einstigen Kreisstadt Prawdinsk (Friedland) an einer Nebenstraße, die bei Kisseljowka (Karschau) von der russischen Fernstraße R 512 abzweigt und bis nach Cholmogorje (Kipitten) führt. Bis 1945 war das zwei Kilometer entfernte Karschau die nächste Bahnstation an der Kleinbahnstrecke von Tapiau (russisch: Gwardeisk) nach Friedland (Prawdinsk), die von den Wehlau–Friedländer Kreisbahnen betrieben wurde.

## Geschichte
Das einstmals Wommen genannte Gutsdorf gehörte 1874 zu den Gemeinden, die den neu errichteten Amtsbezirk Karschau (russisch: Kisseljowka) bildeten. Er gehörte bis 1927 zum Landkreis Friedland, danach zum Landkreis Bartenstein (Ostpr.) im Regierungsbezirk Königsberg der preußischen Provinz Ostpreußen. 
Im Jahre 1910 zählte Wommen 69 Einwohner. Am 30. September 1928 gab Wommen seine Eigenständigkeit auf und wurde in die neu formierte Landgemeinde Kipitten (russisch: Cholmogorje) eingegliedert.
Im Jahre 1945 kam Wommen mit dem nördlichen Ostpreußen zur Sowjetunion und erhielt 1947 die Bezeichnung „Dalneje“. Bis 2009 war der Ort in den Poretschenski sowjet (Dorfsowjet Poretschje (Allenau)) eingegliedert. Seither ist der Ort aufgrund einer Struktur- und Verwaltungsreform – eine als „Siedlung“ (russisch: possjolok) eingestufte Ortschaft innerhalb der Prawdinskoje gorodskoje posselenije (Stadtgemeinde Prawdinsk (Friedland)) im Rajon Prawdinsk.

## Kirche
Bei seiner überwiegend evangelischen Bevölkerung war Wommen vor 1945 in das Kirchspiel Klein Schönau (russisch: Oktjabrskoje) eingegliedert und gehörte zum Kirchenkreis Friedland (Prawdinsk), danach Kirchenkreis Bartenstein (heute polnisch: Bartoszyce) in der Kirchenprovinz Ostpreußen der Kirche der Altpreußischen Union. Letzter deutscher Geistlicher war Pfarrer Alfred Schoewe.
Heute liegt Dalneje im Einzugsbereich der evangelischen Kirchengemeinde Prawdinsk (Friedland), die eine Filialgemeinde der Auferstehungskirche in Kaliningrad (Königsberg) innerhalb der Propstei Kaliningrad der Evangelisch-Lutherischen Kirche Europäisches Russland (ELKER) ist.